# Calomys callosus
Calomys callosus és una espècie de mamífer rosegador de la família dels cricètids que habita a l'Argentina, Bolívia, el Brasil i el Paraguai. És particularment notable com a vector de la febre hemorràgica boliviana.